# Tête de Linga
La tête de Linga, ou crête de Linge, est une montagne des Alpes, dans le massif du Chablais, sur la frontière entre la France et la Suisse, au-dessus de Morgins et de Châtel.
Culminant à 2 156 ou 2 159 mètres d'altitude, le sommet est accessible par un sentier de randonnée depuis la Plaine Dranse au sud-ouest.
La tête de Linga donne son nom à la piste rouge « Le Linga » qui la relie au lieu-dit Villapeyron, ainsi qu'au domaine skiable de Linga - Pré La Joux.